# Uwe Meinicke
Uwe Meinicke (* 11. Oktober 1955 in Wolfsburg) ist ein ehemaliger deutscher Boxer. Er war deutscher Halbschwergewichtsmeister der Berufsboxer.

## Leben
Meinickes erster Kampf als Berufsboxer endete mit einer Niederlage, er unterlag im Mai 1974 in der Lübecker Hansehalle Herbert Wick nach Punkten. Nach zehn bestrittenen Kämpfen wies Meinicke eine Bilanz von vier Siegen und sechs Niederlagen auf, allein zweimal verlor er gegen Louis Pergaud aus Kamerun, der damals beim Hamburger Veranstalter Wilfrid Schulz zum Hauptkämpfer aufgestiegen war. Beim zweiten Duell der beiden, das im Oktober 1977 in einem Zelt auf dem Hamburger Heiligengeistfeld ausgetragen wurde, schlug Meinicke den Kameruner zu Boden, „aber Ringrichter Tomser wollte den Boxkünstler nicht im Ringstaub verkommen lassen. Er ließ sich Zeit, ehe er mit dem Zählen begann, und war auch dabei nicht gerade der Schnellste“, berichtete das Hamburger Abendblatt. Pergaud hätte in dieser Szene nach Ansicht von Manager Schulz auch ausgezählt werden können. Meinicke verlor den Kampf dann später durch Abbruch in der achten Runde.
Im April 1980 wurde Meinicke durch einen Abbruchsieg über Helmut Ulka deutscher Meister im Halbschwergewicht. Ende September desselben Jahres boxte er in Köln auf der ersten Veranstaltung, die Wilfried Sauerland in Deutschland durchführte, er unterlag dort dem späteren Commonwealth-Meister Chisanda Mutti aus Sambia. Seinen deutschen Meistertitel verteidigte Meinicke im Juni 1981 durch einen Punktsieg über Horst Lang in dessen Heimatstadt Köln. Ende April 1982 verlor er den Titel durch eine Niederlage gegen Manfred Jassmann. Das war zugleich Meinickes letzter Kampf als Berufsboxer.
Während seiner Laufbahn bestritt Meinicke mehrere Kämpfe im Ausland, er boxte in Belgien, Frankreich, Luxemburg, den Niederlanden, Österreich und Südafrika.